# در ازل پرتو حسنت ز تجلی دم زد
غزل با مطلعِ «در ازل پرتو حسنت ز تجلّی دم زد» غزلِ شمارهٔ ۱۵۲ از دیوانِ حافظ به تصحیح قاسم غنی و محمّد قزوینی می‌باشد.

## اجراها
محمّدرضا شجریان در کنسرت و آلبوم «راست پنجگاه» با نوازندگیِ محمّدرضا لطفی این غزل را خوانده است.